# Silba bisculcata
Silba bisculcata är en tvåvingeart som först beskrevs av Mario Bezzi 1920.  Silba bisculcata ingår i släktet Silba och familjen stjärtflugor. Inga underarter finns listade i Catalogue of Life.